# Edge city

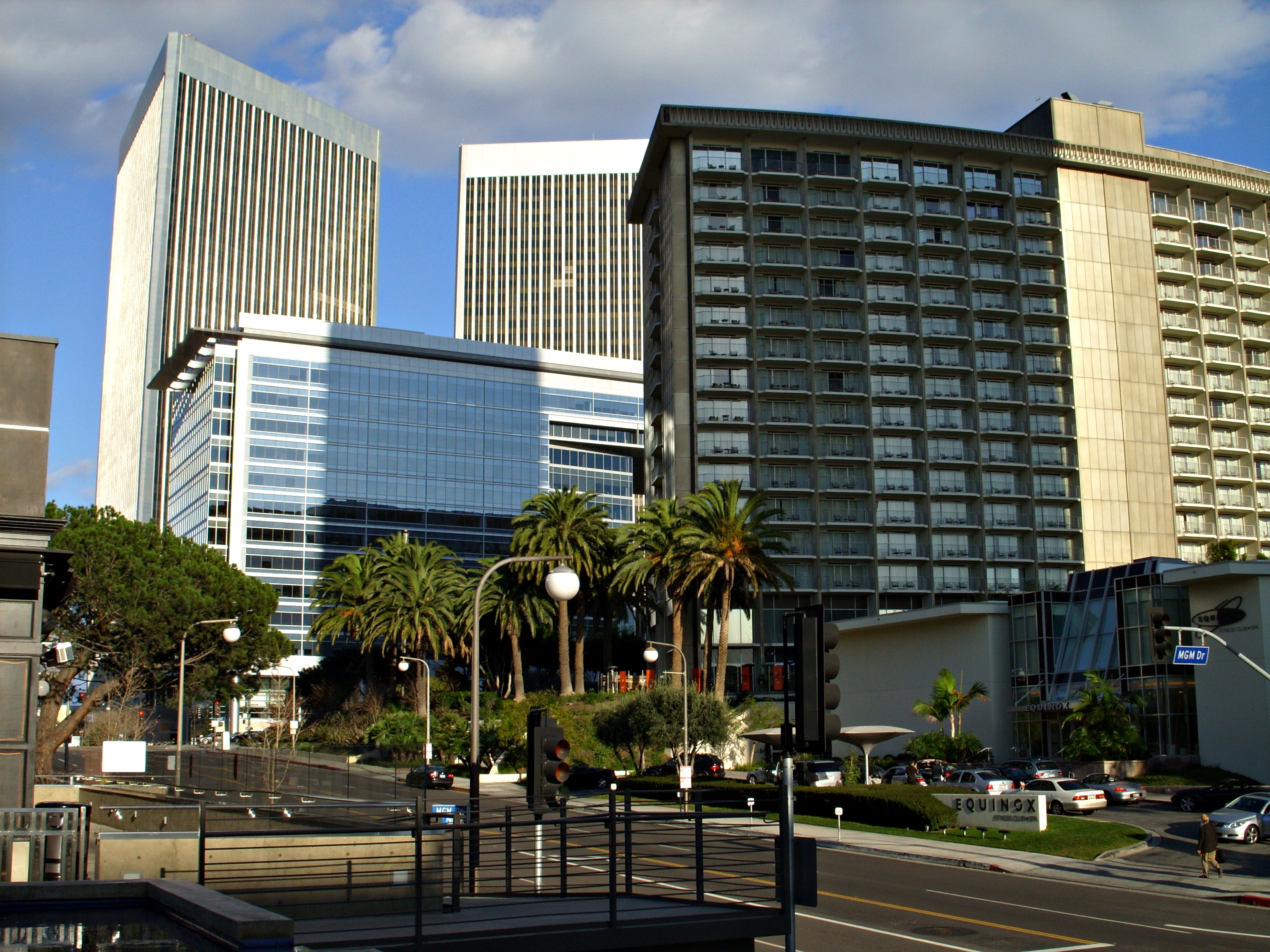
Un exemple de edge city : Century City à Los Angeles en Californie.

Edge city est un terme américain qui désigne un espace urbanisé périphérique qui concentre des entreprises, des services et des centres commerciaux. Le terme fut utilisé en 1991 dans le livre Edge City: Life on the New Frontier de Joel Garreau. Il l'inventa alors qu'il était journaliste pour The Washington Post. On traduit l'expression en français par « ville-lisière ». L'apparition des edge cities est relativement récente (années 1960-1970) et rend compte de la polynucléarisation des centres en géographie urbaine.

## Définitions
Joel Garreau établit une liste de cinq critères nécessaires à l'identification d'une edge city :
- Elle doit avoir une superficie de plus de 500 000 m2 de bureaux[2] dans lesquels travaille un total de 20 000 à 50 000 personnes ;
- Elle doit compter plus de 60 000 m2 de commerce de détail[2], c'est-à-dire la taille d'un centre commercial moyen. Les edges cities sont des quartiers administratifs et de services aussi bien que des lieux de loisirs et de shopping ;
- Le nombre de chambres à coucher (dans les résidences) doit y être inférieur à celui des emplois ;
- Elle doit être perçue et vécue comme un lieu bien identifié par la population ;
- Son développement urbain doit être récent (moins de 30 ans).

La plupart des edge cities sont nées à proximité d'un échangeur autoroutier ou près des grands aéroports. Elles comptent peu d'industries lourdes. Elles ne constituent pas de municipalité distincte mais sont administrées par différents comtés. Elles sont environ deux-cents aux États-Unis et s'étalent horizontalement en s'appuyant sur le réseau routier et autoroutier.

## Liste d'edge cities, par agglomération, aux États-Unis

### Atlanta
- Buckhead
- Marietta
- Gwinnett
- Sandy Springs/Dunwoody

### Baltimore
- Owings Mills
- Columbia
- Towson
- Woodlawn

### Charlotte
- Ballantyne
- Southpark
- University City

### Chicago
- Aurora/Naperville
- Deerfield/Northbrook/Lake Forest
- Elgin/Algonquin
- Oak Brook
- Rosemont
- Elk Grove Village
- Schaumburg/Hoffman Estates
- Vernon Hills/Lincolnshire

### Cleveland
- North Olmsted
- Independence
- Beachwood

### Dallas/Fort Worth
- Arlington
- Irving
- Plano/Frisco

### Denver
- Denver Technological Center
- Interlocken Loop
- Quebec St. Redevelopment Area

### Détroit
- Troy, Big Beaver Rd
- Auburn Hills/Pontiac
- New Center (Détroit, Michigan)
- Southfield

### Houston
- The FM 1960 Area
- Kingwood
- Sugar Land
- The Woodlands
- Uptown Houston
- Houston Galleria

### Indianapolis
- Carmel
- Lawrence

### Los Angeles
- Century City
- Irvine Business Center
- LAX à Westchester et El Segundo
- Santa Clarita (Valencia)
- South Coast Metro (à la limite de Santa Ana et de Costa Mesa)
- Warner Center à Woodland Hills

### Miami
- Kendall
- El Portal
- Miami Shores

### Milwaukee
- Brookfield
- Wauwatosa

### Minneapolis/St. Paul
- Blaine/Coon Rapids
- Bloomington/Richfield
- Eden Prairie
- Maplewood
- Woodbury

### New York
- Hempstead (Long Island)
- Peekskill (New York)
- White Plains (New York)
- Saddle River (New Jersey)
- Parsippany-Troy Hills (New Jersey)
- Bridgewater (New Jersey)
- Pluckemin (New Jersey)
- Princeton (New Jersey)
- Metropark

### Philadelphie
- King of Prussia
- Cherry Hill

### Phoenix
- Tempe
- Scottsdale
- Glendale
- Sun City

### Pittsburgh
- Cranberry

### Salt Lake City
- West Jordan

### San Francisco
- Pleasanton
- Walnut Creek
- Silicon Valley

### Seattle
- Bellevue
- Federal Way
- Redmond

### Saint-Louis
- Clayton

### Washington
- Crystal City
- Pentagon City
- Rosslyn
- Tysons Corner
- Silver Spring
- Bethesda

## Dans la culture populaire
- The Mask : Edge City est le nom de la mégapole ou se déroule le film.